# Outtrigger (jogo eletrônico)
Outtrigger é um jogo eletrônico de tiro em primeira pessoa e tiro em terceira pessoa desenvolvido pela Sega AM2 e publicado pela Sega para a placa de arcade Sega NAOMI em 1999 e para o console Sega Dreamcast em 2001 com suporte para multijogador para até seis jogadores online.